# Sigma Octantis
Sigma Octantis (σ Octantis, abreviat în σ Oct) este o stea de magnitudine aparentă 5,42 situată în constelatia Octantul. Este steaua vizibilă cu ochiul liber cea mai aproape de Polul Sud ceresc.

## Stea polară
Poziția stelei Sigma Octantis este la 1° 2' 24" de Polul Sud ceresc, în fapt pandantul austral al stelei Alpha Ursae Minoris, steaua polară a locuitorilor din emisfera  nordică. Pentru un observator din emisfera sudică, Sigma Octantis apare cvasiimobilă în timp ce bolta cerească se rotește în jurul ei. Uneori desemnată sub numele de Polaris Australis sau Steaua Sudului, Sigma Octantis nu are totuși decât o strălucire foarte slabă, fiind aproape invizibilă cu ochiul liber, ceea ce limitează utilizarea ei pentru determinarea Sudului (constelația Crucea Sudului îndeplinește mai bine această funcție).

## Caracteristici
Sigma Octantis este o stea gigantă galben-albă. Este și o stea variabilă de tip Delta Scuti.